# Konfederacja Benedyktyńska
Konfederacja Benedyktyńska Zakonu św. Benedykta (łac. Confœderatio Benedictina Ordinis Sancti Benedicti) – dobrowolna unia kongregacji i niezależnych opactw, które opierają życie mnisze na Regule św. Benedykta. Jej siedzibą jest Rzym.
Została założona w 1893 roku na mocy decyzji papieża Leona XIII. Nie jest zakonem we współczesnym tego słowa rozumieniu, gdyż nie ma jurysdykcji nad swoimi członkami, lecz luźnym związkiem klasztorów, które dzielą tę samą tradycję i sposób życia cenobickiego. Honorowym zwierzchnikiem i reprezentantem konfederacji jest opat prymas.